# Muhammad wuld Bilal
Muhammad wuld Bilal Masud (ur. 10 grudnia 1963 w Rusu) – polityk mauretański. 6 sierpnia 2020 mianowany premierem przez prezydenta Al-Ghazwaniego, po tym, jak poprzedni rząd, którym kierował Isma’il wuld Bidda wuld asz-Szajch Sidija został zdymisjonowany w wyniku poważnych oskarżeń o korupcję. Funkcję szefa rządu pełnił do 2 sierpnia 2024.